# خصيفية
الخًصِيفِيَّة (من الخَصِيف: الرماد، بالإنجليزية: ash tree أو Alphitonia) جنس نباتات (شجيرات وأشجار) من الفصيلة السدرية، يضم حوالي 20 نوعاً. وهي أصيلة المناطق الاستوائية من جنوب شرق آسيا وأوقيانوسيا.

## أنواع الخصيفية
يوجد عدة أنواع من جنس الخصيفية:
- الخصيفية البيضاء (الاسم العلمي: Alphitonia whitei)
- الخصيفية الثقيلة الخشب (الاسم العلمي: Alphitonia ponderosa)
- الخصيفية العريضة الأوراق (الاسم العلمي: Alphitonia obtusifolia)
- الخصيفية الحمراء (الاسم العلمي: Alphitonia erubescens)
- الخصيفية السدرية (الاسم العلمي: Alphitonia zizyphoides)
- الخصيفية السهكية (الاسم العلمي: Alphitonia ferruginea)
- الخصيفية الصدئية (الاسم العلمي: Alphitonia rubiginota)
- الخصيفية العالية (الاسم العلمي: Alphitonia excelsa)
- الخصيفية العملاقة (الاسم العلمي: Alphitonia carolinensis)
- الخصيفية الفليبينية (الاسم العلمي: Alphitonia philippinensis)
- الخصيفية القصفية (الاسم العلمي: Alphitonia franguloides)
- الخصيفية الكبيرة الثمار (الاسم العلمي: Alphitonia macrocarpa)
- الخصيفية اللاطئة الزهر (الاسم العلمي: Alphitonia petriei)
- الخصيفية المركيسية (الاسم العلمي: Alphitonia marquesensis)، وهي تكثر في جزر ماركيساس
- الخصيفية المُلُقّيّة (الاسم العلمي: Alphitonia moluccana)
- الخصيفية النيوكاليدونية (الاسم العلمي: Alphitonia neo-caledonica)
- الخصيفية الوبرية (الاسم العلمي: Alphitonia incana)